# نفس (مجموعه تلویزیونی)
نفس مجموعه تلویزیونی ایرانی در سه فصل به کارگردانی جلیل سامان است که فصل اول آن در ماه رمضان ۱۳۹۶ از شبکه سوم سیما، پخش شد.

## خلاصه داستان
ناهید دختر دانشجویی است که با روزبه عضو سازمان مجاهدین، آشنا می‌شود. در بحبوحه وقایع انقلاب رازی در زندگی اش فاش می‌شود … 
او برای رسیدن به حقیقت حوادث پیچیده‌ای را پشت سر می گذارد.

## بازیگران
| بازیگر        | نقش              |
| ------------- | ---------------- |
| ساناز سعیدی   | ناهید (نقش اصلی) |
| علیرضا کمالی  | روزبه            |
| مسعود رایگان  | پدر ناهید        |
| ژاله صامتی    | عالیه            |
| بهناز جعفری   | مریم             |
| سودابه بیضایی | عضو سازمان       |
| داریوش فرهنگ  | پدر روزبه        |
| فاطمه گودرزی  | مادر روزبه       |
| پژمان جمشیدی  | عباس             |
| هادی حجازی‌فر  | حمید             |
| هدایت هاشمی   | روحانی           |
| خسرو شهراز    | دکتر شعیبی       |
| رامین راستاد  |                  |
| احسان امانی   | بازپرس           |
| الهام نامی    | ژاله             |
| قربان نجفی    |                  |
| شهاب شادابی   | نامزد سابق ناهید |
| فوژان قبادیان | عضو سازمان       |
| آتوسا راستی   |                  |

## جوایز و نامزدها[۳][۴]
| ۱۳۹٧ | هجدهمین جشن حافظ |                                  |              |          |
| ۱۳۹٧ | هجدهمین جشن حافظ | بهترین مجموعه تلویزیونی          | احمد کاشانچی | نامزدشده |
| ۱۳۹٧ | هجدهمین جشن حافظ | بهترین کارگردان تلویزیونی        | جلیل سامان   | نامزدشده |
| ۱۳۹٧ | هجدهمین جشن حافظ | بهترین فیلمنامه تلویزیونی        | جلیل سامان   | نامزدشده |
| ۱۳۹٧ | هجدهمین جشن حافظ | بهترین بازیگر مرد درام تلویزیونی | علیرضا کمالی | نامزدشده |
| ۱۳۹٧ | هجدهمین جشن حافظ | بهترین بازیگر زن درام تلویزیونی  | ساناز سعیدی  | نامزدشده |
| ۱۳۹٧ | هجدهمین جشن حافظ | بهترین خواننده ترانه تیتراژ      | محمد اصفهانی | نامزدشده |